# U-335
Unterseeboot 335 foi um submarino alemão do Tipo VIIC, pertencente a Kriegsmarine que atuou durante a Segunda Guerra Mundial.

## Comandantes
| Comandante                  | Data                                         |
| --------------------------- | -------------------------------------------- |
| Kptlt. Hans-Hermann Pelkner | 17 de dezembro de 1941 - 3 de agosto de 1942 |

## Subordinação
Durante o seu tempo de serviço, esteve subordinado às seguintes flotilhas:
| Período                                      | Flotilha                                  |
| -------------------------------------------- | ----------------------------------------- |
| 17 de dezembro de 1941 - 31 de julho de 1942 | 8. Unterseebootsflottille (treinamento)   |
| 1 de agosto de 1942 - 3 de agosto de 1942    | 6. Unterseebootsflottille (serviço ativo) |

## Operações conjuntas de ataque
O U-335 participou das seguinte operações de ataque combinado durante a sua carreira:
- Rudeltaktik